# 寶生銀行
寶生銀行，是一家在1949年於香港成立的銀行。

## 历史
宝生银行原名宝生银号，最早为广东的陈氏兄弟开办，规模不大，一个租用舖位，二十几个职员，经营维艰。1948年12月，陈氏兄弟向银号的大客户、香港可惠公司东主的张锡荣，提出“增资改组”的建议，希望将宝生银号继续办下去。1949年2月宝生银号完成改组，张锡荣以个人名义向宝生银号注资40万港元。由于所佔股本较大，张锡荣被推为总经理。在香港皇后大道中83号正式对外营业。宝生银号是香港金银业贸易场行员，也是金银业贸易场标准金条集团成员，具有熔造金条的资格，在香港和国际黄金市场佔有相当重要的地位，被誉为“黄金银行”。
1949年9月，福建省银行在香港的分行宣布起义归顺大陆前，把所有贵金属转存入宝生银号金库以防被中华民国福建省政府提走。1950年宝生银号在美国欧文信託公司（紐約梅隆銀行 前身）开有美元帐户，存款规模逾千万美元。1950年12月因朝鲜战争爆發，美国对中国实施禁运，冻结中国资产，张锡荣警觉到宝生银号在美国的帐户有被冻结的危险，于是在瑞士联合银行开设了美元帐户，然后将欧文信託公司（紐約梅隆銀行 前身）宝生银号的存款分批汇入瑞士联合银行。为了进一步确保这笔资金的安全，宝生银号又指示瑞士联合银行（瑞銀集團 前身）分三次购入共30万盎司的黄金；联络恒生银行将这批黄金运回香港，并在香港金银贸易场做起了黄金中立仓生意。此举奠定了宝生银号在港金银贸易场地位。
1953年4月，张锡荣出任“公私合营银行香港联合办事处”主任，管理九家公私合营银行的香港分行，兼任香港中南银行经理及香港民安保险公司董事长。
1990年代率先把港圓兑人民幣匯價提升至100:110。1993年底，已发展为拥有总、分行12家，职工800多人；股东资金达16．3亿港元；，较上年增长12%；存款和贷款分别增长20%和30%。其属下有全资咏勤有限公司（香港期货交易所通用结算会员）及宝丰财务股份有限公司。
中国政府进一步对外开放金融业后，宝生银行陆续在内地开设分行，1991年4月，开设深圳分行，1994年11月，开设青岛分行。
2001年，把所有中國銀行在香港經營的業務收歸所有，重组合併改名為中國銀行（香港）（見中銀香港重組與上市） ，是以宝生银行为载体，把中国银行香港分行等9家银行的业务注入，再将宝生银行更名为中国银行（香港）有限公司，并持有南洋商業銀行（已出售予中國信達）、集友銀行（已出售予廈門國際銀行）和中银信用卡（国际）有限公司的股份。 
2003年恆和珠寶在以1億23萬元，向中銀購入寶生銀行大廈。

### 劫案

#### 1974年 人質挾持事件
寶生銀行旺角上海街支行在1974年5月24日傍晚5時至翌日早上11時半曾發生一名持槍匪徒挾持銀行七男四女職員事件，匪徒李惠彬持點三八左輪手槍與利刀在銀行關門前闖入卻來不及逃走，隨時挾持大部分銀行職員並反鎖在內，同時向警方要求交通工具逃亡，過程中在銀行內發射約六槍；匪徒與警方談判、對峙以至職員逃生全程由TVB每半小時直播一次，封鎖區外並引來近萬居民圍觀，哄動一時。
匪徒最終在一次談判不果後被人質趁其疲勞之下制服並全數逃生，事件共歷時二十個小時；經調查後發現涉及其他劫案，共被控18項罪名，包括行劫、非法禁錮、非法藏有槍械或彈藥、蓄意槍擊及傷害他人身體等罪名等，判監15年。

#### 1984年
1984年1月31日上午11時左右，四名匪徒在打劫中環德輔道中寶生銀行門前的解款車，劫去一個載有外幣的錢箱與一支鳥槍，並與警方於港島區展開追逐，在北角炮台山一帶爆發警匪槍戰，導致一死兩傷，均為附近之途人。